# Isaia e Isaia
Isaia e Isaia (altresì nota come Isaia) è un'azienda sartoriale fondata nel 1957 a Casalnuovo di Napoli.

## Storia
L'azienda odierna è erede del negozio di tessuti inaugurato dal capostipite Enrico Isaia a Napoli negli anni '20 del Novecento. Nel 1957, Enrico e i suoi due fratelli, Rosario e Corrado, decisero di trasferire l'azienda di abbigliamento maschile nel vicino centro di Casalnuovo di Napoli, celebre per la propria vocazione sartoriale.
Nel corso degli anni, e specialmente dagli anni '80, il marchio Isaia ha acquisito crescente popolarità in Italia e all'estero, soprattutto negli Stati Uniti, in Europa, in Giappone e in Cina. L'azienda dispone attualmente di un laboratorio a Casalnuovo di Napoli e di due showroom a Milano (in Zona Tortona) e New York (sulla Fifth Avenue di Manhattan).
La società, guidata da Gianluca Isaia (dal 2013 presidente e amministratore delegato), è inoltre socio unico della Fondazione d'impresa "Enrico Isaia e Maria Pepillo", per la difesa e la valorizzazione della tradizione sartoriale napoletana. 
Il marchio della maison è costituito da un ramo di corallo rosso, richiamo al mito greco antico di Teseo e Medusa.